# Хатидже Нур Сагман
Пані Хатидже Нур Сагман (10 березня 1967, Анкара) — турецький дипломат. Генеральний консул Туреччини в Одесі (Україна) (2013—2015). Надзвичайний і Повноважний Посол Туреччини в Конакрі (Гвінея).

## Життєпис
Вона народилася 10 березня 1967 році в Анкарі. Закінчила університет Анкари, факультет політичних наук.
Працювала сценаристом і режисером, в тому числі брала участь у створенні міжнародної дитячої телевізійної освітньої програми «Вулиця Сезам».
З 1992 року — професійний дипломат. Працювала у Франції, Румунії, Естонії та Марокко, серйозно захоплюється фотографією.
З 15 серпня 2013 по 1 вересня 2015 рр. — Генеральний консул Туреччини в Одесі (Україна).
У 2015—2018 рр. — Надзвичайний і Повноважний Посол Туреччини в Конакрі (Гвінея).